# Ian Nelson (attore 1995)
Ian Michael Nelson (10 aprile 1995) è un attore statunitense.

## Biografia
Ian Nelson è nato il 10 aprile 1995 in Carolina del Nord. È il più giovane dei quattro figli di Mark e Janie Nelson. Nelson ha frequentato la Forsyth Country Day School a Lewisville. Ha studiato sceneggiatura alla University of Southern California. Nelson è ebreo. Si è avvicinato per la prima volta al mondo dello spettacolo facendo audizioni per un musical scolastico per impressionare una ragazza. Si è esibito in diversi spettacoli locali, tra cui Amahl and the Night Visitors della Piedmont Opera. Oltre a recitare e cantare, è un ballerino e in tre occasioni ha partecipato alla Macy's Thanksgiving Day Parade. Per affinare ulteriormente la sua arte, Nelson ha studiato alla University of North Carolina School of the Arts e alla Stagedoor Manor performing arts school. Si è anche formato sotto Burgess Jenkins alla Jenkins' Actors Group school.
Il suo primo ruolo cinematografico è stato un piccolo ruolo in Hunger Games nel 2012. Tra il 2013 e il 2014 ha recitato nei film Alone yet Not Alone, Medeas, The Judge e The Best of Me - Il meglio di me. Nel 2015, ha recitato in Il ragazzo della porta accanto nel ruolo di Kevin, il figlio di Jennifer Lopez e John Corbett. Nelson ha descritto l'esperienza come un "grande ruolo", affermando di aver apprezzato molto la collaborazione con il regista Rob Cohen. Il primo ruolo televisivo di Nelson è stato il ruolo del lupo mannaro adolescente Derek Hale nella serie televisiva Teen Wolf. Dopo aver recitato anche nelle serie Criminal Minds e Comedy Bang! Bang! è stato assunto per interpretare il ruolo di Parker nella serie The Deleted. Più recentemente ha recitato nel film Paper Spiders accanto a Stefania LaVie Owen e Lili Taylor.

## Filmografia

### Attore

#### Cinema
- Hunger Games, regia di Gary Ross (2012)
- Medeas, regia di Andrea Pallaoro (2013)
- Alone Yet Not Alone, regia di Ray Bengston e George D. Escobar (2013)
- The Judge, regia di David Dobkin (2014)
- The Best of Me - Il meglio di me (The Best of Me), regia di Michael Hoffman (2014)
- Il ragazzo della porta accanto (The Boy Next Door), regia di Rob Cohen (2015)
- Freak Show, regia di Trudie Styler (2017)
- Like Me, regia di Robert Mockler (2017)
- Summer Night, regia di Joseph Cross (2019)
- Paper Spiders, regia di Inon Shampanier (2020)
- Give Me an A, regia di registi vari (2022)

#### Televisione
- Teen Wolf - serie TV, 3 episodi (2013-2014)
- Criminal Minds - serie TV, 1 episodio (2014)
- Comedy Bang! Bang! – serie TV, 1 episodio (2015)
- Legends - serie TV, 1 episodio (2015)
- The Deleted - serie TV, 7 episodi (2016)
- Law & Order - Unità vittime speciali (Law & Order: Special Victims Unit) - serie TV, 1 episodio (2017)
- There's... Johnny! - serie TV, 7 episodi (2017)

### Doppiatore
- Need for Speed: Unbound - videogioco (2022)

## Riconoscimenti
- 2020 - Boston Film Festival
- Best Ensemble Cast per Paper Spiders (con Lili Taylor, Stefania LaVie Owen, Peyton List, Michael Cyril Creighton, Max Casella, David Rasche e Tom Papa)

## Doppiatori italiani
Nelle versioni in italiano delle opere in cui ha recitato, Ian Nelson è stato doppiato da:
- Alessio Puccio in Criminal Minds, Law & Order - Unità vittime speciali
- Federico Campaiola in The Judge
- Alessandro Campaiola ne Il ragazzo della porta accanto

Da doppiatore è sostituito da:
- Federico Viola in Need for Speed: Unbound